# Buch (Schwaben)

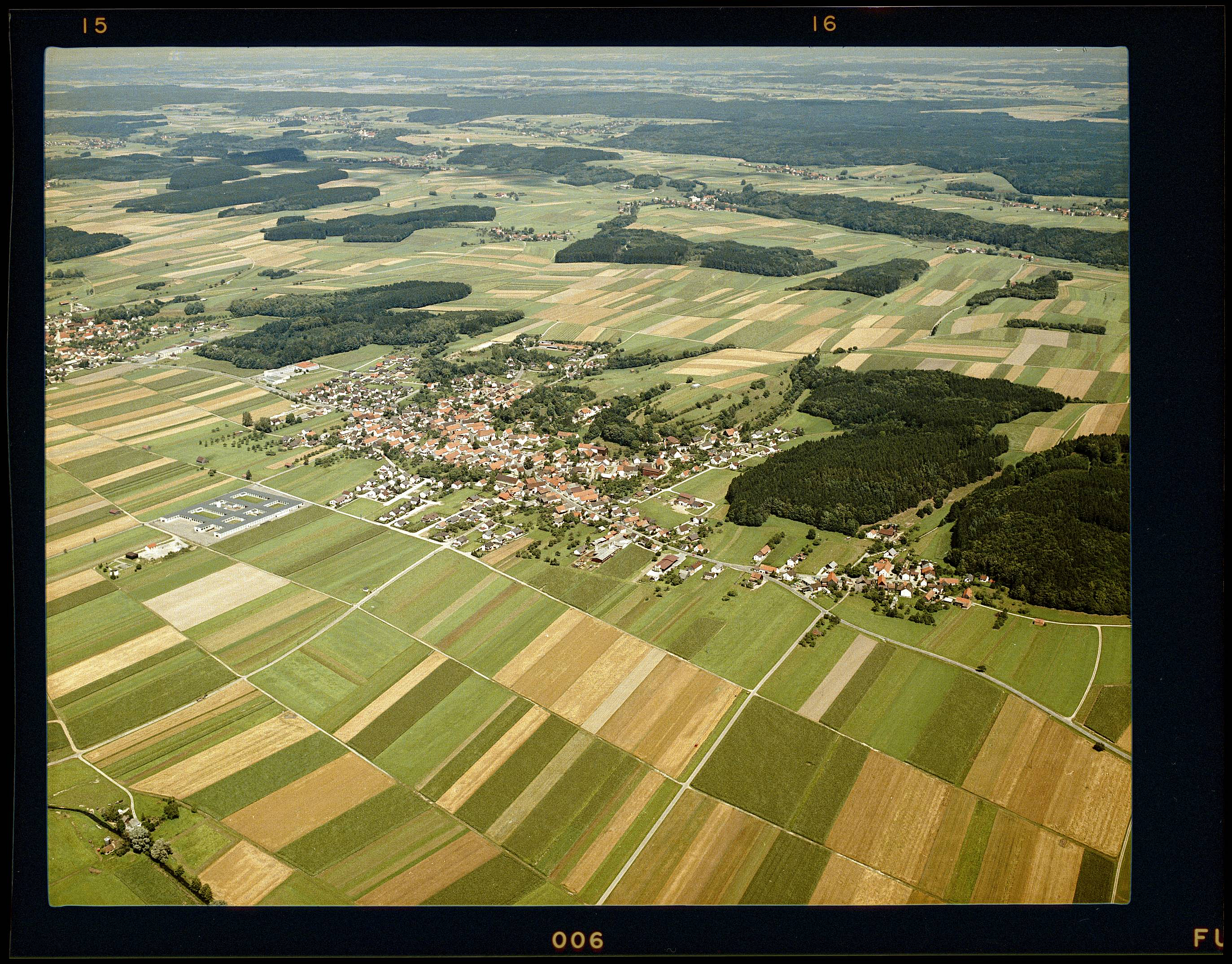
Luftbild von Buch (1985)

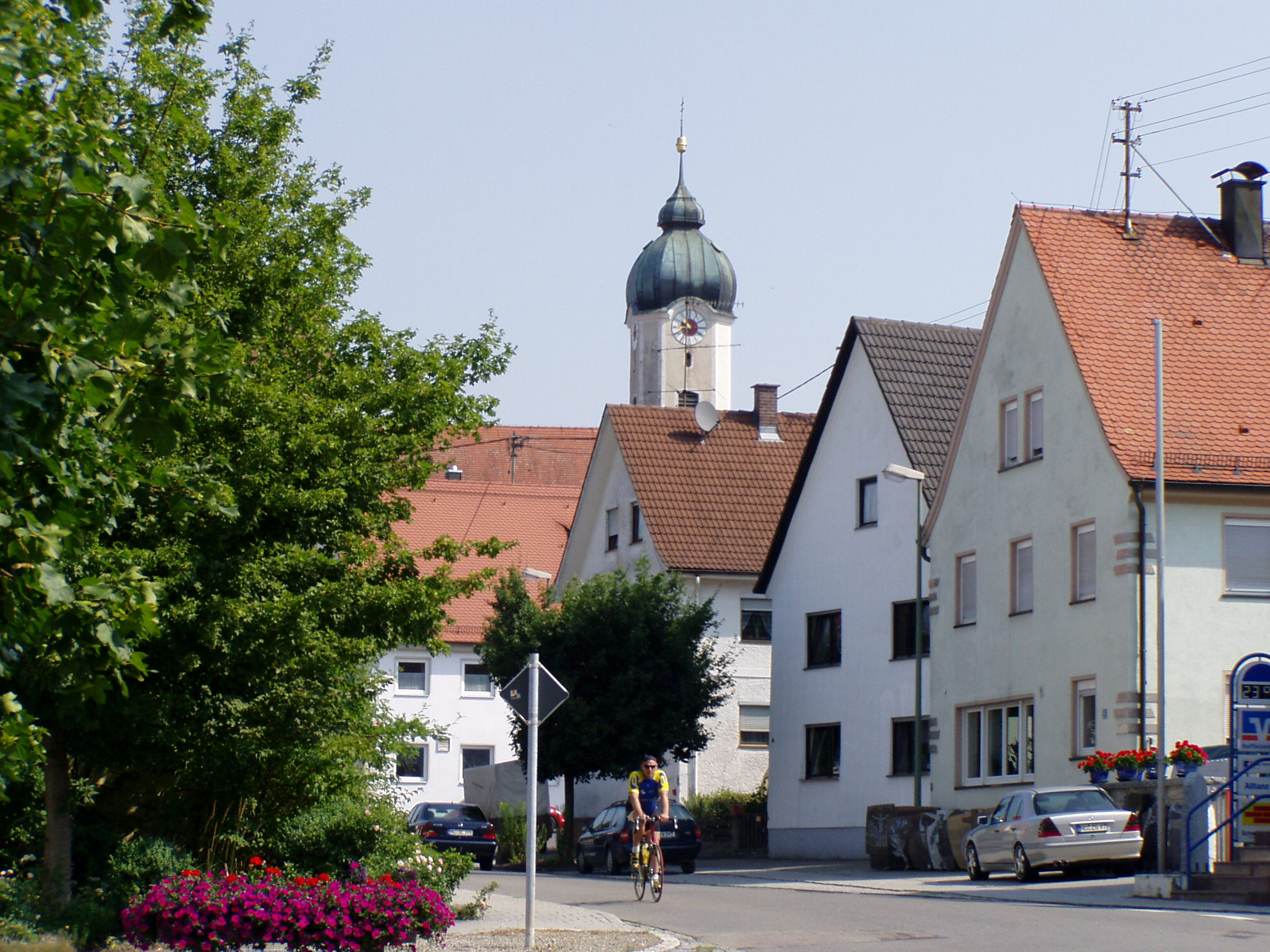
Die Hauptstraße in Buch mit der katholischen Pfarrkirche St. Valentin

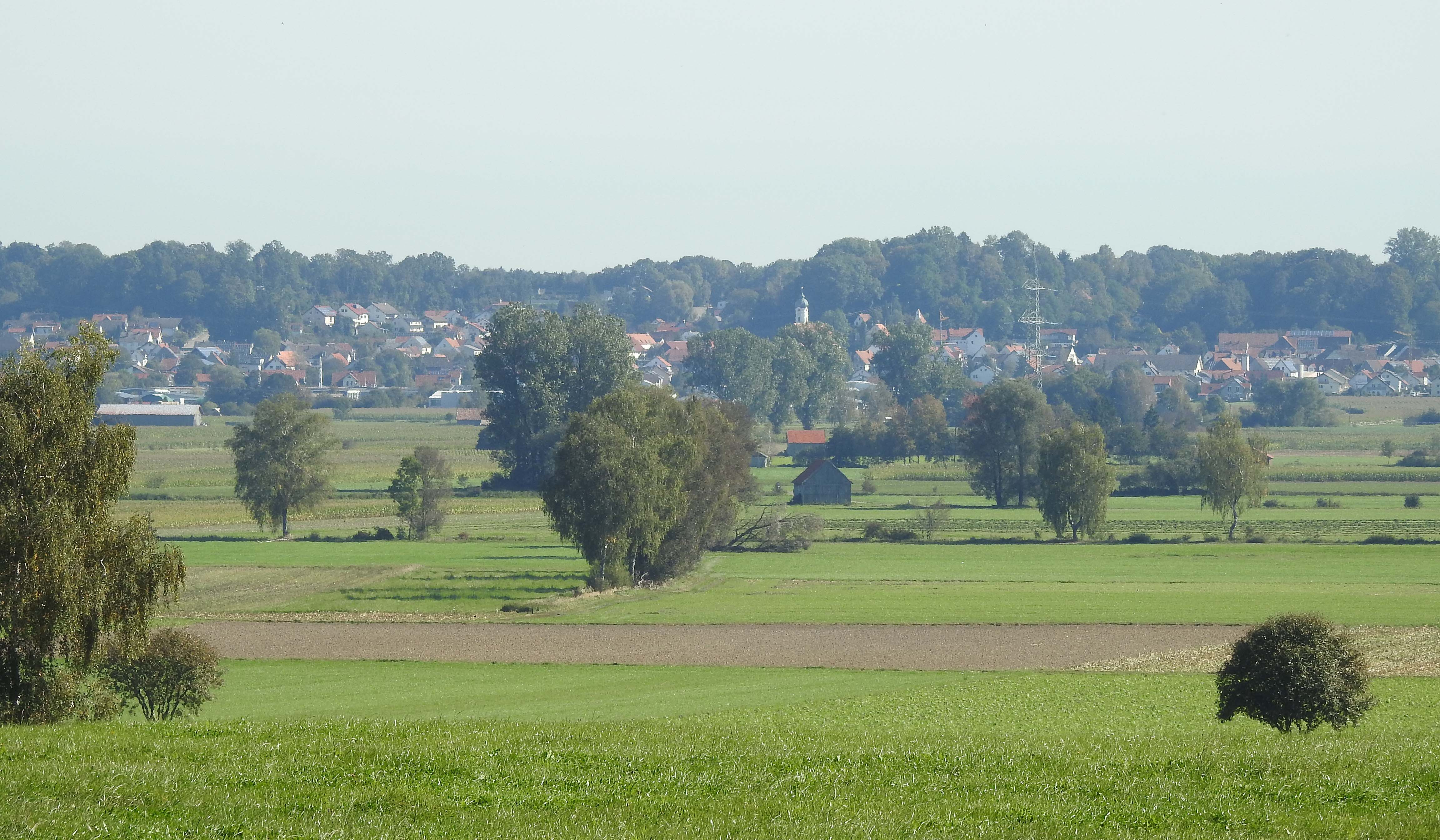
Buch, Landkreis Neu-Ulm, von Westen

Buch ([buːx] ⓘ) ist ein Markt im schwäbischen Landkreis Neu-Ulm in Bayern und der Sitz der Verwaltungsgemeinschaft Buch.

## Geographie

### Geographische Lage
Der Markt liegt in der Region Donau-Iller in Mittelschwaben im Tal der Roth, rund 23 Kilometer südöstlich von Ulm und 26 Kilometer nördlich von Memmingen. Die Roth durchfließt das westliche Gemeindegebiet. Im Osten fließt die Biber, in diesem Bereich noch Biberbach genannt. Der Westen ist größtenteils unbewaldet, südlich des Ortes Buch und im Osten gibt es einige kleinere Wälder, im Südosten liegt der Oberroggenburger Wald.

### Gemeindegliederung
Es gibt 15 Gemeindeteile (in Klammern ist der Siedlungstyp angegeben):
- Buch (Hauptort)
- Christertshofen (Pfarrdorf)
- Dietershofen b.Illertissen (Kirchdorf)
- Ebersbach (Kirchdorf)
- Engenhof (Weiler)
- Friesenhofen (Weiler)
- Gannertshofen (Pfarrdorf)
- Halbertshofen I (Weiler)
- Halbertshofen II (Einöde)
- Imberg (Einöde)
- Nordholz (Kirchdorf)
- Obenhausen (Pfarrdorf)
- Rennertshofen (Pfarrdorf)
- Ritzisried (Kirchdorf)
- Waldreichenbach (Einöde)

Die Einöden Hetzenmühle, Lehenmühle, Riedmühle, Siede und Untermühle sind keine amtlich benannten Gemeindeteile.

### Nachbargemeinden
Nachbargemeinden sind im Norden Weißenhorn und Roggenburg, im Osten die gemeindefreien Gebiete Ober- und Unterroggenburger Wald und Kettershausen (Landkreis Unterallgäu). Südlich liegt Unterroth, im Westen Illertissen.

## Geschichte

### Frühe Geschichte
Bei Buch dürfte es sich um eine hochmittelalterliche Rodungssiedlung handeln, wobei der Ortsname auf eine Siedlung bei den Buchen hindeutet. Zunächst den Herren von Biberegg-Roggenburg gehörend, ging nach deren Aussterben um 1160 der Ort an die Herren von Neuffen, die Buch zu einem wichtigen Sitz ihrer neuen Herrschaft Weißenhorn ausbauten. Nach der Heirat von Berthold II. mit Juta von Marstetten erlangten die Neuffen den Titel der Grafen von Marstetten. Beim Tode des letzten Neuffen 1342 fiel die Grafschaft Marstetten mit Hauptort Weißenhorn durch Erbschaft an die bayerischen Wittelsbacher. Diese verwalteten die Herrschaft nicht selbst, sondern verpfändeten sie zunächst an die Grafen von Werdenberg, die südlich des Bodensees erheblichen Grundbesitz hatten. 1356 erfolgte eine Weitergabe an Herzog Albrecht II. von Österreich, schließlich an die Herren von Ellerbach. Nach dem Frieden von Schärding 1369 konnte Bayern die verpfändete Herrschaft Weißenhorn zurückgewinnen, veräußerte sie aber umgehend wiederum an die Werdenberger sowie an die Herren von Rechberg. Im Jahr 1473 wurde die Verpfändung endgültig aufgelöst, so dass Ludwig IX. von Bayern-Landshut die Herrschaft direkt verwaltete. In dieser Zeit dürfte auch das Recht verliehen worden sein, regelmäßig Markttage abzuhalten. Während der unmittelbaren Herrschaft der Wittelsbacher erfolgte der Zukauf der Grafschaft Kirchberg sowie der Herrschaft Pfaffenhofen, womit sich das Territorium erheblich vergrößerte. Nach Vermittlung im Landshuter Erbfolgekrieg 1504/05 konfiszierte der deutsche König Maximilian I. die nunmehr so genannte Herrschaft Kirchberg-Weißenhorn für das Reich und verkaufte sie 1507 seinem Bankier Jakob Fugger. Der Ort Buch blieb weiterhin Sitz eines Amtmannes, hoheitlich gehörte das Gebiet jedoch zu Vorderösterreich mit der Hauptstadt Innsbruck. Wie auch Weißenhorn und Babenhausen wurde Buch Zentrum des Weberhandwerks. 1612 wurde auch eine Garnsiede an der Roth erwähnt.

### 19. und 20. Jahrhundert
Nach der Eingliederung in das bayerische Staatswesen 1805 behielten die Fugger lediglich das Recht, in Weißenhorn ein Patrimonialgericht zu unterhalten, das bis 1848 bestand und in den folgenden vier Jahren durch ein königlich bayerisches Gericht abgelöst wurde.
1852 wurde Buch Teil der Gerichtsbarkeit Illertissen, wobei sich der Ort nach jahrhundertelangem Bezug zu Weißenhorn allmählich zu dem emporstrebenden Markt und der späteren Kreisstadt orientierte. Diese Bezirksgerichte waren die mittelbaren Vorläufer der Landkreise. Danach gehörte Buch zum Landkreis Illertissen.

### Eingemeindungen

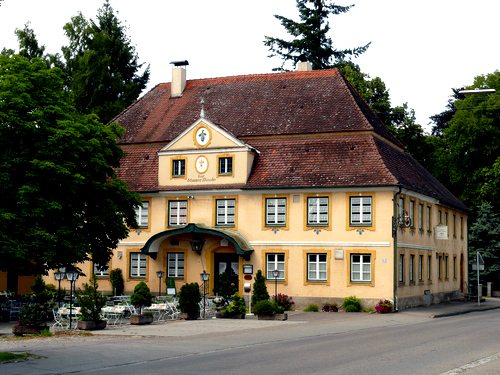
Gasthof im Ortsteil Obenhausen

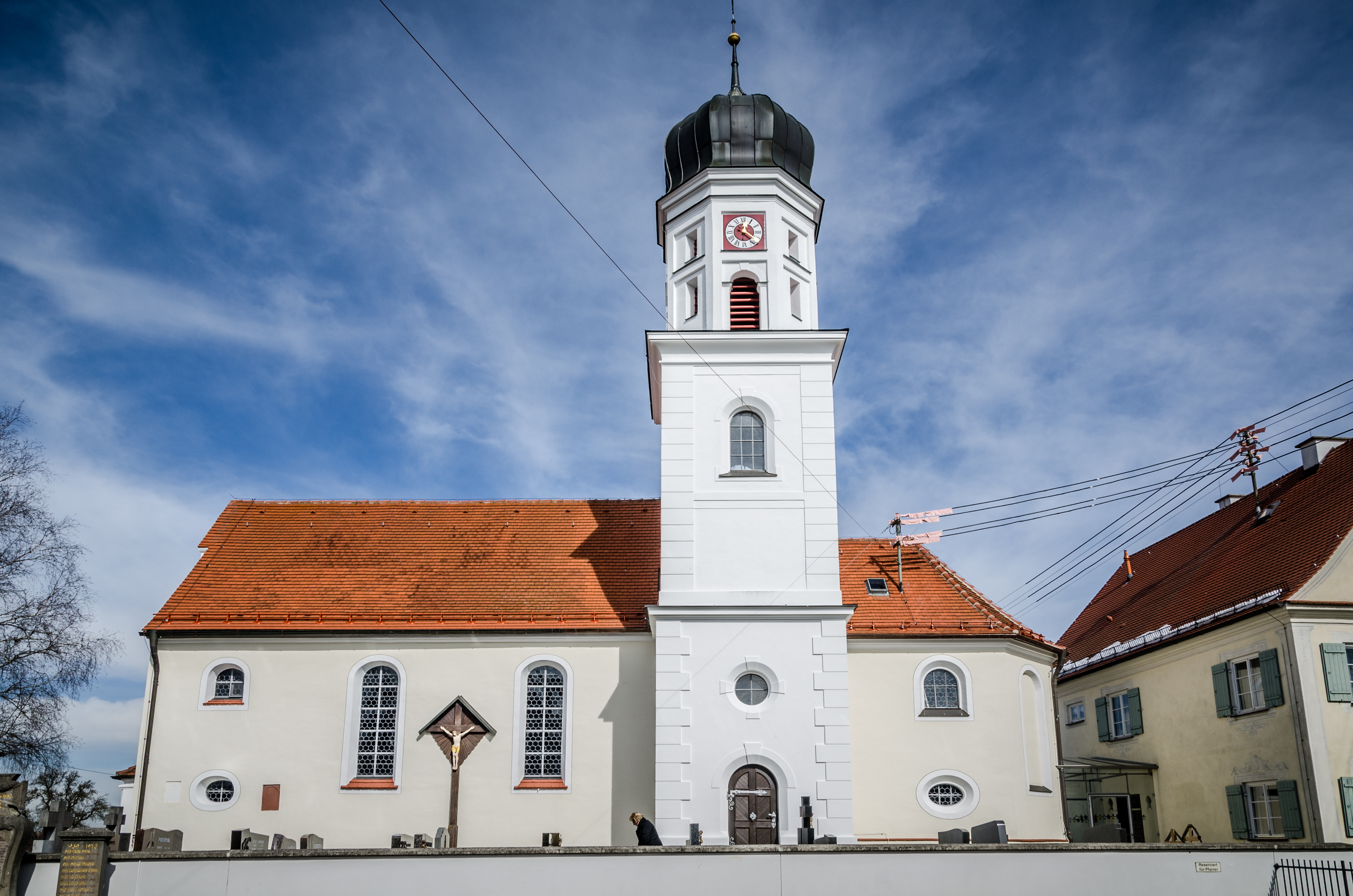
St. Mauritius in Gannertshofen

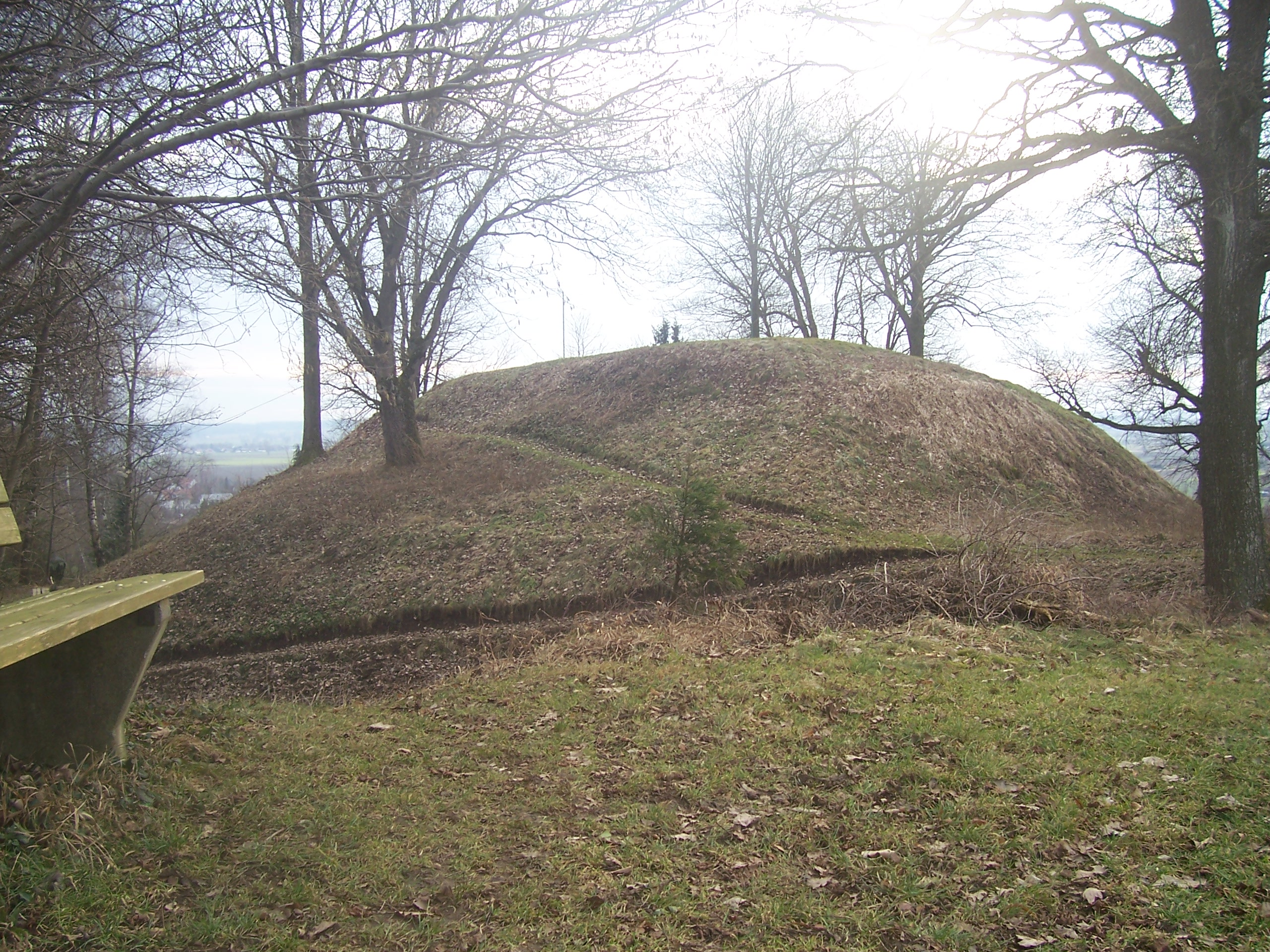
Burgstall in Buch

Am 1. Mai 1978 wurden im Zuge der Gemeindegebietsreform die Gemeinden Christertshofen, Gannertshofen, Nordholz, Obenhausen, Rennertshofen und Ritzisried mit ihren jeweiligen Gemeindeteilen eingegliedert. Am 1. Oktober 2014 wurde das Gebiet der Lehmgrube Kettershausen (ein ehemaliger US-Stützpunkt) aus dem gemeindefreien Gebiet Oberroggenburger Wald nach Buch umgegliedert.

### Einwohnerentwicklung
Zwischen 1988 und 2019 wuchs der Markt von 3189 auf 4024 um 835 Einwohner bzw. um 26,2 %.

## Politik

### Gemeinderat
Der Marktgemeinderat hat 16 Mitglieder, zuzüglich des Ersten Bürgermeisters. Die vergangenen Kommunalwahlen führten zu folgenden Zusammensetzungen des Rates:
|      | CSU | Freie Bürger | UWG | Gesamt   |
| ---- | --- | ------------ | --- | -------- |
| 2002 | 9   | 7            | –   | 16 Sitze |
| 2008 | 7   | 7            | 2   | 16 Sitze |
| 2014 | 6   | 7            | 3   | 16 Sitze |
| 2020 | 6   | 6            | 4   | 16 Sitze |

### Bürgermeister
Seit 1. Mai 2020 ist Markus Wöhrle, nominiert von CSU und Freien Wählern, Erster Bürgermeister. Dieser wurde mit 60,4 % der Stimmen gewählt und ist der Nachfolger von Roland Biesenberger (CSU/FW), der von Mai 2008 bis April 2020 an der Gemeindespitze stand.

### Wappen
| | Blasonierung: „Gespalten von Blau und Silber; auf grünem Boden vorne ein silberner Turm, hinten eine grüne Buche.“ |
| Wappenbegründung: Der Turm erinnert an die Stammburg der Grafen von Marstetten-Neuffen, die in der Nähe des Ortes stand. Die Grafen besaßen in Buch die vollen Hoheitsrechte. Die Familie starb 1342 aus. Bayern zog daraufhin die Jurisdiktionsrechte der Grafschaft an sich. Die Buche steht redend für den Ortsnamen, der Siedlung am oder im Buchenwald bedeutet. Die Farben Silber und Blau stellen die bayerischen Landesfarben dar. Dieses Wappen wird seit 1838 geführt. | |

Als inoffizielle Gemeindefahne wird eine weiß-blaue Flagge mit dem Gemeindewappen verwendet.

## Kultur und Sehenswürdigkeiten
- Kirche St. Valentin: Bis 1781 stand die alte Pfarrkirche auf dem Gelände des heutigen (alten) Friedhofs. Neubau 1780 an jetziger Stelle. Frühklassizistisch mit Fresken von Konrad Huber
- Friedhofskapelle, neubarocker Bau
- Untere Straße, eine typische fuggersche Webersiedlung
- Gasthaus Lamm aus dem 19. Jahrhundert. Um das Gebäude entstand ein neues Ortszentrum mit Dorfstadel zu Veranstaltungszwecken.
- Brunnen aus der zweiten Hälfte des 19. Jahrhunderts (gusseisern)
- Burgstall östlich des Ortes oberhalb des alten Friedhofs, von der östlichen Vorburg sehr ausgeprägt durch einen Graben getrennt. Die Entstehungszeit ist unklar. Die Burg war vermutlich Sitz von Dienstleuten der Grafen von Neuffen. 1667 wurde sie zum Bau des Kapuzinerklosters in Weißenhorn abgetragen. Im Graben zwischen Vor- und Hauptburg befindet sich eine Mariengrotte

## Wirtschaft und Infrastruktur

### Verkehr
4 km westlich von Buch verläuft die Autobahn A 7 (Anschlussstelle 124 Illertissen). Im Ortsteil Obenhausen kreuzen sich die Staatsstraßen 2018 Illertissen–Krumbach und 2020 Weißenhorn–Babenhausen. Busverbindungen bestehen mit Illertissen, Weißenhorn, Babenhausen und Krumbach. Der nächste Bahnhof befindet sich im sieben Kilometer entfernten Illertissen.
Der nächstgelegene Flughafen Memmingen befindet sich 30 km südlich von Buch. Die nächstgelegenen Großflughäfen sind Flughafen München und Flughafen Stuttgart.

### Medien
In Buch erscheint die Illertisser Zeitung, eine Lokalausgabe der Augsburger Allgemeinen als Tageszeitung.

### Bildung
In Buch gibt es eine Grund- und Mittelschule. Weiterführende Schulen befinden sich in Illertissen und Weißenhorn.

## Sport
Der TSV 1889 Buch war von 1974 bis 1979 mehrfacher Deutscher Meister im Tauziehen.

## Sonstiges
In Waldreichenbach und auf dem Bucher Schlossberg fanden jedes Jahr zu Pfingsten beziehungsweise im Sommer Ritterturniere mit Mittelaltermarkt statt.